# Мхава
Мхава (пол. Mchawa) — давнє українське село на перетині етнічних українських територій Лемківщини і Бойківщини. Зараз знаходиться в Польщі, у гміні Балигород Ліського повіту Підкарпатського воєводства. Розташоване в пасмі гір Західних Бескидів, над річкою Гочівка, недалеко від кордону зі Словаччиною та Україною. Населення — 512 осіб (2011).
Назва походить від мохів, які в великій кількості проростають в долині.

## Історія

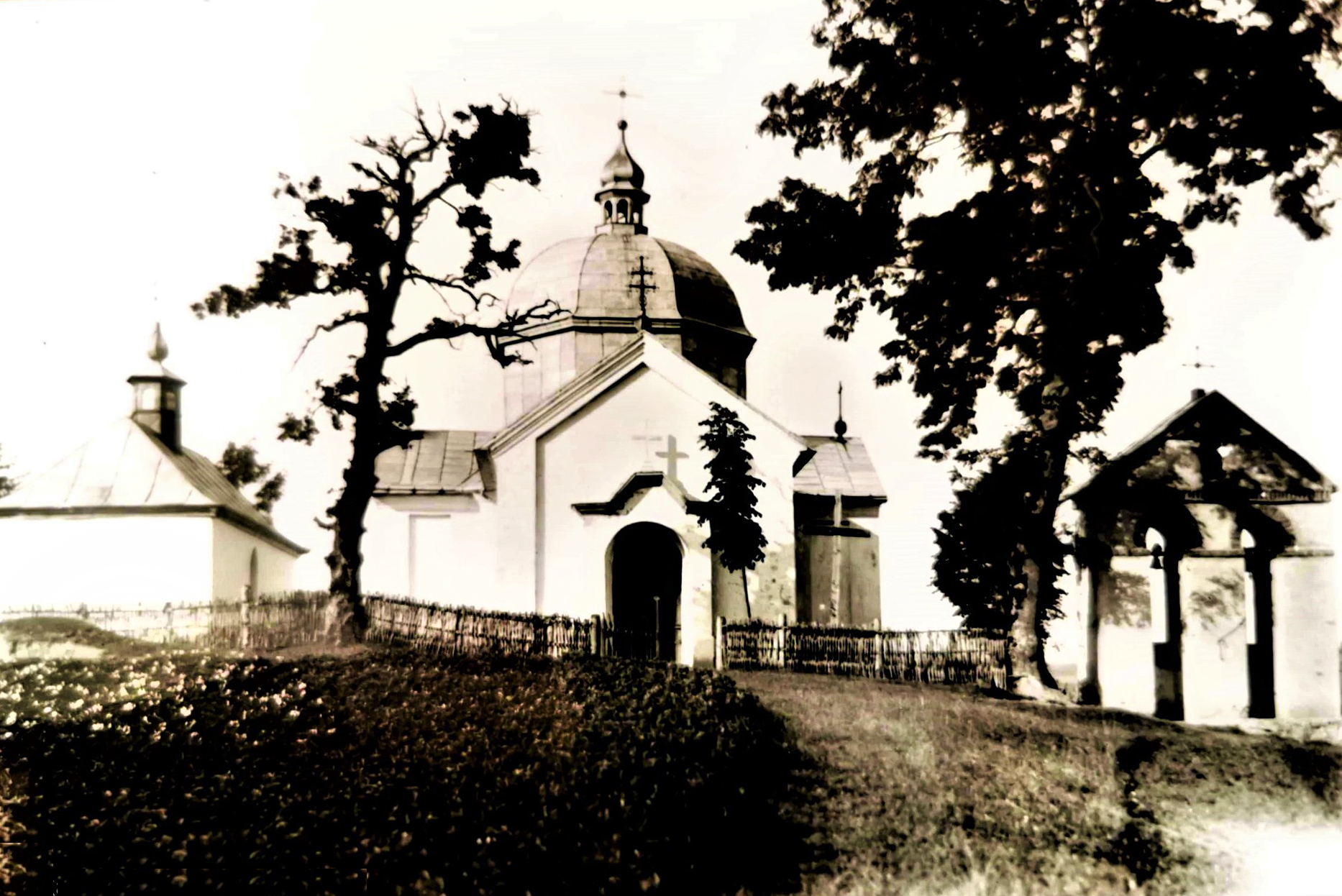
Церква архангела Михаїла у Мхаві.
Споруджена у 1908 р.,
знищена у 1953 р.

Ймовірно, місцеве населення проживало на території села ще за часів Київської Руси. Перша згадка про село датується 1434 р. — село на волоському праві належить родині Балів. До 1532 року село належало Петру Гербурту, підкоморію львівському. З 1539 р. було у власності Миколи Гербурта Одновського.
У 1975-1998 роках село належало до Кросненського воєводства.

### Церква Св. Архангела Михаїла
Немає відомостей про те, коли в селі Мхава з'явилася перша церква. Парохія тут існувала вже в 1784 році — рік перших метричних записів. Є згадки в документах про будівництво в 1823 році парафіяльної дерев'яної церкви. Мурована церква була збудована і освячена в 1908 р. Оновлена в 1929 і 1933 рр. Була то однокупольна святиня по плану хреста. Була центром парафії Мхава з філіями в с. Тисовець, с. Кельчава і с. Розтоки Долішні, яка належала до Балигородського деканату Перемиської єпархії. Внаслідок виселення українців з Польщі до УРСР після 1947 року використовувалась, як костел. Розібрана в 1953 році. В 1981–1984 рр. на місці старої церкви був побудований костел. Навколо — старі липи. Біля костелу збереглася мурована поховальна каплиця з I-ї пол. XIX ст., у котрій поховані представники родин Щибор-Рильських (Ścibor-Rylskich), Попарів (Poparów) i Гродзинських — колишніх власників села. Також перед костелом збереглася давня мурована дзвіниця на 2 дзвони (один з дзвонів з 1821 р.). В маленькій капличці 1823 р. (оновлена в 1937) знайдена ікона Бога Отця Церкви (1-ї пол. 19 ст.), яка належала до іконостасу старої церкви. На церковному цвинтарі знищено старі надгробки і огорожу.

## Демографія
Демографічна структура станом на 31 березня 2011 року:
|          | Загалом | Допрацездатний вік | Працездатний вік | Постпрацездатний вік |
| -------- | ------- | ------------------ | ---------------- | -------------------- |
| Чоловіки | 245     | 64                 | 153              | 28                   |
| Жінки    | 267     | 50                 | 152              | 65                   |
| Разом    | 512     | 114                | 305              | 93                   |

На 1785 р. за селом було закріплено 9.67 кв км земель і проживало 153 греко-католики, 80 римо-католиків і 21 юдей.
Кількість вірних:
1840–240 греко-катол.,
1859–189 греко-катол.,
1879–240 греко-катол.,
1885–467 мешканців (290 греко-католиків, 170 римо-католиків i 7 юдей).
1899–363 греко-катол.,
1926–427 греко-катол.,
1936–476 греко-катол., 23 римо-катол., 41 юдей.
В селі працювали броварня, млин і чотири корчми.
Всі жителі українського походження були насильно переселені в СРСР в 1946 році.